# Under Your Skin
Under Your Skin è il settimo album in studio del gruppo musicale statunitense Saliva, pubblicato nel 2011. 
Si tratta dell'ultimo disco con il cantante Josey Scott, che ha lasciato il gruppo nel 2012.

## Tracce
1. Badass – 3:05
2. Better Days – 3:40
3. Nothing – 3:07
4. Hate Me – 4:02
5. Never Should've Let You Go – 3:33
6. Prove Me Wrong – 3:30
7. Burn It Up – 2:57
8. Toxic Suicide – 2:45
9. Turn the Lights On – 3:49
10. Spotlight – 3:11

## Formazione
- Josey Scott – voce, chitarra, percussioni
- Wayne Swinny – chitarra, cori
- Paul Crosby – batteria
- Dave Novotny – basso, cori